# Монголія на зимових Олімпійських іграх 2010
Монголія на зимових Олімпійських іграх 2010 була представлена 2 спортсменами в 1 виді спорту.

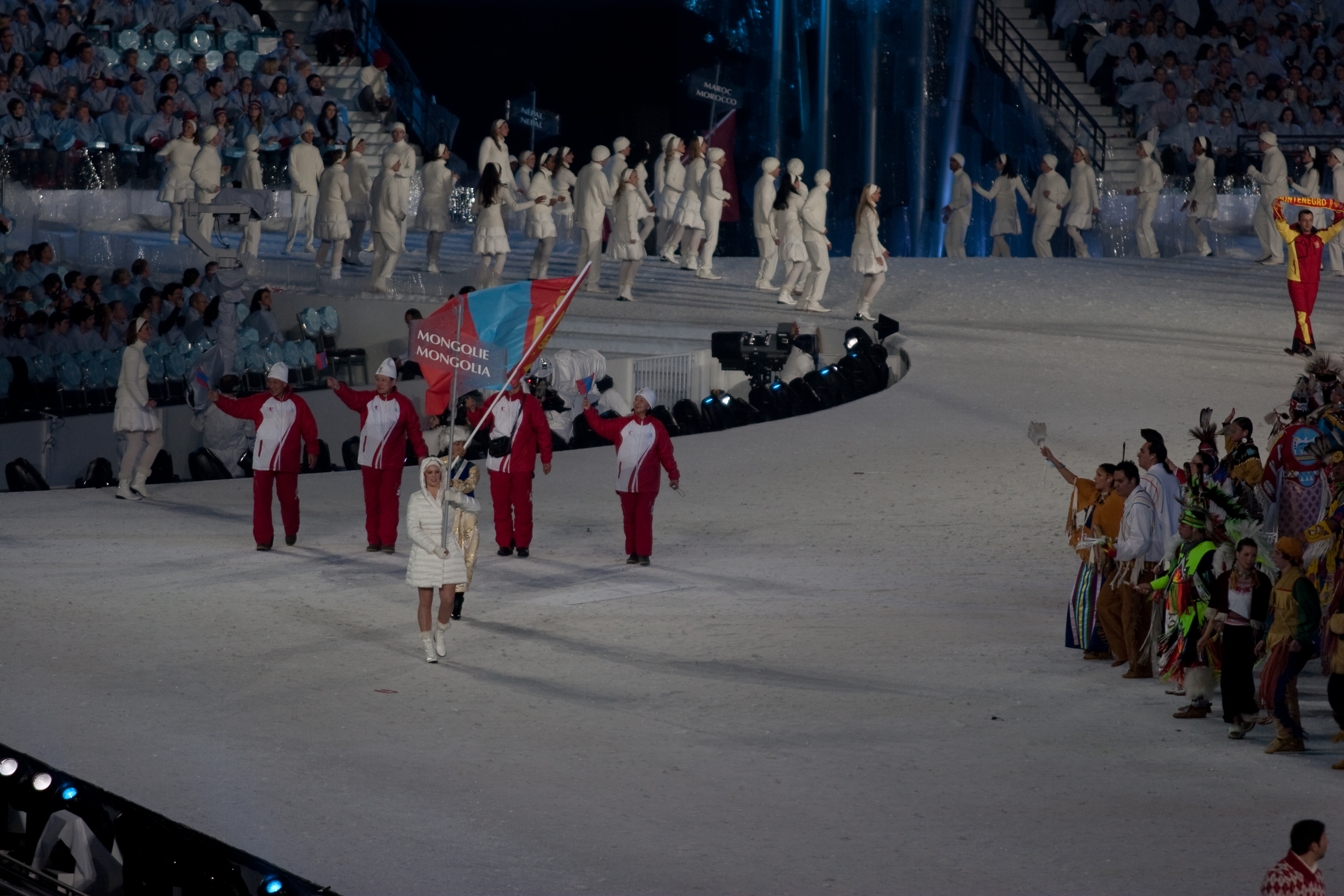
Збірна Монголії під час Параду націй на церемонії відкриття Олімпіади